# Cameron (Fahrzeugmarke)

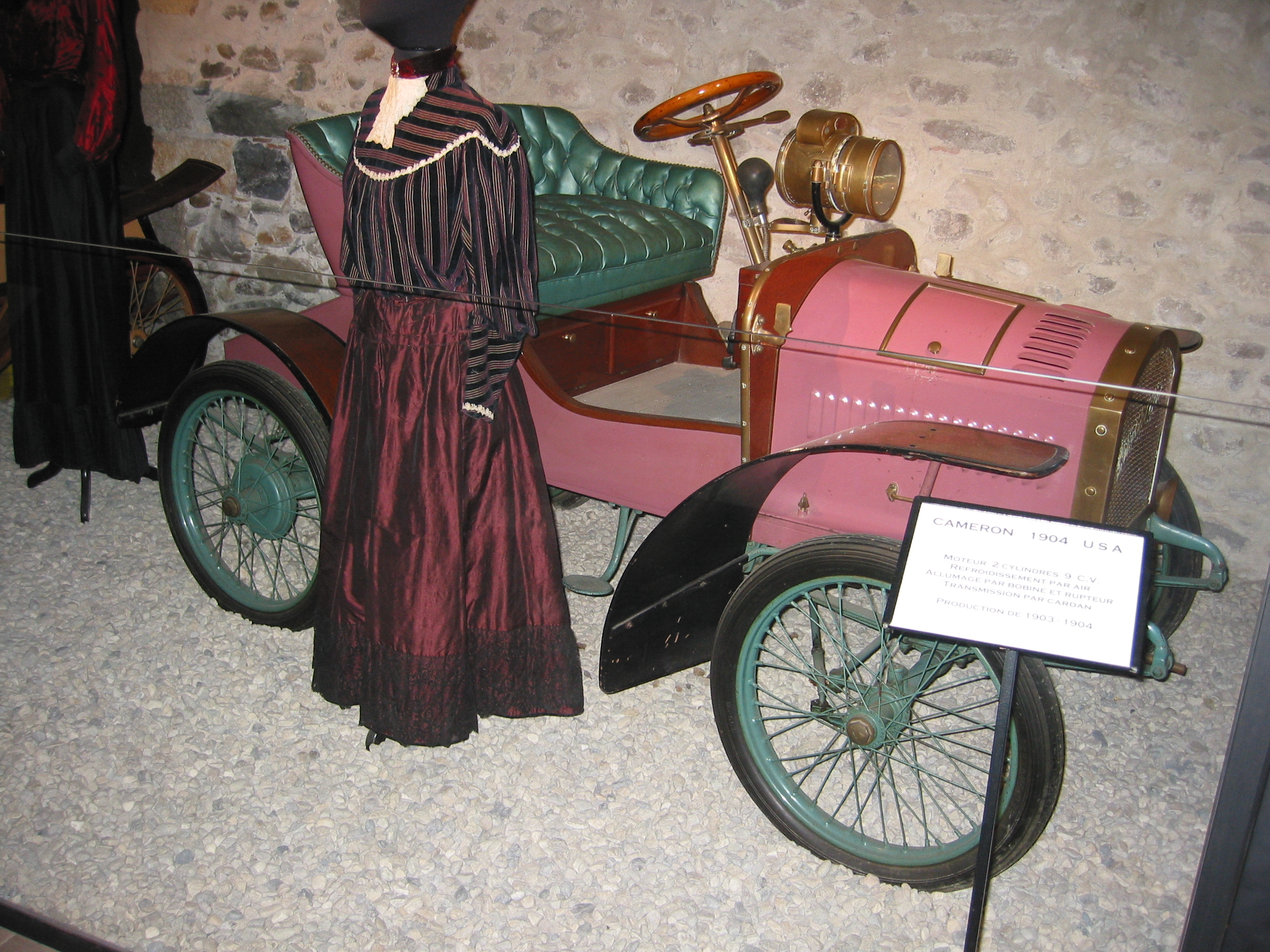
Cameron von 1904

Cameron war eine US-amerikanische Fahrzeugmarke.

## Markengeschichte
Die Brüder Everitt S. und Forrest F. Cameron hatten bereits bei der Eclipse Automobile Company und der Taunton Automobile Company Erfahrungen im Automobilbau gesammelt. Ab 1900 entwickelten sie ein Fahrzeug mit Ottomotor. 1903 begann die Produktion von Automobilen, die sie unter ihrem Namen Cameron anboten. Dazu betrieben sie die Vermarktungsgesellschaft United Motor Company bzw. United Motors Company mit Sitz in Pawtucket in Rhode Island. Die Produktion fand in der Fabrik der James W. Brown Textile Machine Company bzw. James W. Brown Company im gleichen Ort statt.
Ab 1904 bestand Brown als Inhaber darauf, dass er offiziell als Hersteller galt. Daher ist für die Zeit von 1904 bis 1906 die James Brown Machine Corporation als Hersteller überliefert. Im Dezember 1905 endete dort die Produktion, da das Unternehmen von Personen übernommen wurde, die kein Interesse am Fahrzeugbau hatten. Fahrzeuge, die in den ersten zehn Monaten des Jahres 1906 verkauft wurden, stammten aus dem Vorrat.
Die Brüder Cameron gründeten 1906 die Cameron Car Company in Brockton in Massachusetts. Erst im November 1906 produzierten sie wieder Fahrzeuge, die als Modelljahr 1907 angeboten wurden. Als die Fabrik zu klein wurde, zogen sie 1908 in das ehemalige Werk der Upton Machine Company nach Beverly, ebenfalls in Massachusetts. Weitere Werke gab es ab 1909 in New London in Connecticut, in Attica in Ohio und in Alma in Michigan. 1912 wurden in Alma Nutzfahrzeuge gefertigt.
1913 wurde in Orange in Connecticut die Cameron Manufacturing Company gegründet, während eine andere Quelle weiterhin die Firmierung Cameron Car Company nennt. Die Produktion wurde nach West Haven in Connecticut verlagert. 1913 entstanden keine Fahrzeuge. Stattdessen wurde der Vorrat abverkauft. Das Unternehmen war stark im Export aktiv, litt unter den Auswirkungen des Ersten Weltkriegs und wurde Ende 1914 für Bankrott erklärt. Einen Teil des Werkes nutzte daraufhin die Euclid Motor Car Company.
Die Brüder Cameron versuchten weiter ihr Glück und gründeten 1916 in Norwalk in Connecticut ein neues Unternehmen, das nicht namentlich genannt ist. Sie arbeiteten bis 1918 an einigen Prototypen, die nicht in die Serienfertigung gelangten.
1919 betrieben sie eine weitere Cameron Car Company in Stamford in Connecticut, wobei unklar bleibt, ob es nur ein Umzug des Unternehmens aus Norwalk war oder eine Neugründung. Hier stellten sie noch 120 Fahrzeuge her. 1920 endete die Produktion.
Insgesamt entstanden über 4500 Personenkraftwagen.

## Fahrzeuge
Eine Besonderheit aller Modelle bis 1913 war die Luftkühlung der Motoren.
Von 1903 bis 1904 gab es nur ein Modell. Ein Einzylindermotor mit 6 PS Leistung trieb die Fahrzeuge an. Der Radstand betrug 193 cm. Als Aufbauten sind Runabout und Tonneau überliefert. Ungewöhnlich war der Kardanantrieb.
1905 bestand das Sortiment aus zwei Modellen. Das kleinere Modell hatte einen Zweizylindermotor mit 8 PS und das größere einen Dreizylindermotor mit 12/15 PS. Das erstgenannte Modell hatte ein Fahrgestell mit 193 cm Radstand und darauf Aufbauten als Runabout und Tonneau. Der größere Wagen hatte 229 cm Radstand und wurde als Runabout, Tonneau mit seitlichem Einstieg und Surrey karosseriert. Diese Fahrzeuge wurden 1906 noch verkauft.
1907 kamen erstmals Fahrzeuge mit Vierzylindermotoren auf den Markt. Die schwächere Ausführung leistete 16 PS. Mit 218 cm Radstand gab es einen Tourist genannten Dreisitzer und einen leichten Tourenwagen. Runabout und Tourenwagen hatten 244 cm Radstand und ein Tonneau mit seitlichem Einstieg 249 cm Radstand. Außerdem gab es einen Tourenwagen mit 284 cm Radstand, dessen Motor 24 PS leistete. Ungewöhnlich war die Position des Getriebes an der Hinterachse, die bei allen Modellen bis 1920 beibehalten wurde.
Ab 1908 erhielten die Fahrzeuge Modellnummern. In dem Jahr hatten alle Wagen Vierzylindermotoren. Das Model 6 war ein Runabout mit 218 cm Radstand und 20 PS Leistung. Das Model 8 hatte den gleichen Motor, aber 249 cm Radstand und eine dreisitzige Tourenwagenkarosserie. Im Model 9 war der Motor mit 16/20 PS angegeben. Der Radstand betrug 244 cm. Der Aufbau wird als offener Tourenwagen beschrieben.
1909 gab es mit dem Model 11 erstmals ein Fahrzeug mit einem Sechszylindermotor. Er war mit 30/36 PS angegeben. Der Radstand betrug 290 cm. Tourenwagen, Roadster und Runabout standen zur Wahl. Die Vierzylindermodelle hatten einheitlich 20/24 PS Leistung und 244 cm Radstand. Das Model 14 war als zwei- und als dreisitziger Runabout erhältlich. Das Model 15 Featherweight wurde als zweisitziger Flyer bezeichnet; offensichtlich eine Sportausführung. Das Model 16 stand als viersitziger Roadster und als fünfsitziger Tourenwagen zur Verfügung.
1910 gab es nur geringe Änderungen. Das Model 11 war nun als zwei- und dreisitziger Roadster sowie als vier- und fünfsitziger Tourenwagen gelistet. Neu war das Model 11-Six. Die Motorleistung war auf 36 PS gesteigert und der Radstand auf 279 cm gekürzt worden. Mit dem Aufbau als Flyer war dies offensichtlich erneut eine Sportausführung. Die Vierzylindermotoren leisteten nun 24 PS. Beim Model 14 war nur der Radstand auf 259 cm verlängert worden. Das Model 15-4 Featherweight hatte wahlweise 218 cm, 234 cm oder 244 cm Radstand und einen sportlichen Aufbau als Flyer. Beim Model 16 war ebenfalls nur der Radstand verlängert worden, in diesem Falle auf 264 cm.
1911 hatten die Vierzylindermodelle einheitlich 24 PS Leistung und 264 cm Radstand. Zur Wahl standen Model 24 als zweisitziger Open-Back-Runabout, Model 25 als zweisitziger Closed-Back-Runabout, Model 25 A als dreisitziger Roadster, Model 25 B als viersitziger Surrey, Model 26 als zweisitziger Flyer, Model 27 als fünfsitziger Tourenwagen, Model 28 als Fore-Door-Runabout und Model 29 als Fore-Door-Tourenwagen. Die Sechszylindermodelle hatten 36 PS Motorleistung. Das Model 30 war ein Fore-Door-Runabout mit 290 cm Radstand und das Model 31 ein Fore-Door-Tourenwagen mit 305 cm Radstand.
1912 wurde die Modellvielfalt reduziert. Ansonsten änderte sich wenig. Das Model 28 wurde nun als viertüriger Flyer bezeichnet. Model 29 als Baby Tonneau und Model 29 A als viertüriger, fünfsitziger Tourenwagen hatten nun 279 cm Radstand. Das Model 30 wurde Fore-Door-Flyer mit zwei Sitzen und das Model 31 Baby Tonneau genannt. Neu war das Model 32 als fünfsitziger Fore-Door-Tourenwagen.
1913 entstanden keine neuen Fahrzeuge. Die auf Vorrat produzierten Vorjahresmodelle wurden weiter verkauft.
1914 kam eine neue Fahrzeugreihe auf den Markt. Der Vierzylindermotor war nun wassergekühlt und leistete 21 PS. Das Fahrgestell hatte 292 cm Radstand. Das Model 30 war ein fünfsitziger Tourenwagen und der Yale Featherweight ein zweisitziger Flyer.
Für 1919 sind zwei Modelle überliefert. Das Model 45 Standard hatte Wasserkühlung und das Model 55 Cameron Luftkühlung. Das letztgenannte Modell war billiger. Zylinderanzahl, Motorleistung und Radstand sind nicht bekannt.
1920 gab es nur noch das Model 55 mit dem luftgekühlten Sechszylindermotor. Ein sportlicher Roadster hatte 274 cm Radstand und ein fünfsitziger Tourenwagen 300 cm Radstand.

## Modellübersicht
| Jahr      | Modell                   | Zylinder | Leistung (PS) | Radstand (cm)    | Aufbau                                                  |
| --------- | ------------------------ | -------- | ------------- | ---------------- | ------------------------------------------------------- |
| 1903–1904 | 6 HP                     | 1        | 6             | 193              | Runabout, Runabout-Tonneau, Canopy Top Runabout-Tonneau |
| 1905      | 8 HP                     | 2        | 8             | 193              | Runabout, Runabout-Tonneau                              |
| 1905      | 12/15 HP                 | 3        | 12/15         | 229              | Runabout, Side Entrance Tonneau, Surrey                 |
| 1907      | 16 HP                    | 4        | 16            | 218              | Tourist Three-Seater, Light Tourenwagen                 |
| 1907      | 16 HP                    | 4        | 16            | 244              | Tourenwagen, Runabout                                   |
| 1907      | 16 HP                    | 4        | 16            | 249              | Side Entrance Tonneau                                   |
| 1907      | 24 HP                    | 4        | 24            | 284              | Tourenwagen                                             |
| 1908      | Model 6                  | 4        | 20            | 218              | Runabout                                                |
| 1908      | Model 8                  | 4        | 20            | 249              | Tourenwagen 3-sitzig                                    |
| 1908      | Model 9                  | 4        | 16/20         | 244              | Open Tourenwagen                                        |
| 1909      | Model 11                 | 6        | 30/36         | 290              | Tourenwagen, Roadster, Runabout                         |
| 1909      | Model 14                 | 4        | 20/24         | 244              | Runabout 2- und 3-sitzig                                |
| 1909      | Model 15 Featherweight   | 4        | 20/24         | 244              | Flyer 2-sitzig                                          |
| 1909      | Model 16                 | 4        | 20/24         | 244              | Roadster 4-sitzig, Tourenwagen 5-sitzig                 |
| 1910      | Model 11                 | 6        | 30/36         | 290              | Tourenwagen 4- und 5-sitzig, Roadster 2- und 3-sitzig   |
| 1910      | Model 11-Six             | 6        | 36            | 279              | Flyer                                                   |
| 1910      | Model 14                 | 4        | 24            | 259              | Runabout 2- und 3-sitzig                                |
| 1910      | Model 15-4 Featherweight | 4        | 24            | 218, 234 und 244 | Flyer                                                   |
| 1910      | Model 16                 | 4        | 24            | 264              | Tourenwagen 5-sitzig, Roadster 4-sitzig                 |
| 1911      | Model 24                 | 4        | 24            | 264              | Open-Back Runabout 2-sitzig                             |
| 1911      | Model 25                 | 4        | 24            | 264              | Closed-Back Runabout 2-sitzig                           |
| 1911      | Model 25 A               | 4        | 24            | 264              | Roadster 3-sitzig                                       |
| 1911      | Model 25 B               | 4        | 24            | 264              | Surrey 4-sitzig                                         |
| 1911      | Model 26                 | 4        | 24            | 264              | Flyer 2-sitzig                                          |
| 1911      | Model 27                 | 4        | 24            | 264              | Tourenwagen 5-sitzig                                    |
| 1911      | Model 28                 | 4        | 24            | 264              | Fore-Door Runabout                                      |
| 1911      | Model 29                 | 4        | 24            | 264              | Fore-Door Tourenwagen                                   |
| 1911      | Model 30                 | 6        | 36            | 290              | Fore-Door Runabout                                      |
| 1911      | Model 31                 | 6        | 36            | 305              | Fore-Door Tourenwagen                                   |
| 1912      | Model 28                 | 4        | 24            | 264              | Fore-Door Flyer 4-sitzig                                |
| 1912      | Model 29                 | 4        | 24            | 279              | Baby Tonneau                                            |
| 1912      | Model 29 A               | 4        | 24            | 279              | Fore-Door Tourenwagen 5-sitzig                          |
| 1912      | Model 30                 | 6        | 36            | 290              | Fore-Door Flyer 2-sitzig                                |
| 1912      | Model 31                 | 6        | 36            | 305              | Baby Tonneau                                            |
| 1912      | Model 32                 | 6        | 36            | 305              | Fore-Door Tourenwagen 5-sitzig                          |
| 1914      | Model 30                 | 4        | 21            | 292              | Tourenwagen 5-sitzig                                    |
| 1914      | Yale Featherweight       | 4        | 21            | 292              | Flyer 2-sitzig                                          |
| 1919      | Model 45 Standard        |          |               |                  |                                                         |
| 1919      | Model 55 Cameron         |          |               |                  |                                                         |
| 1920      | Model 55                 | 6        |               | 274              | Sport Roadster                                          |
| 1920      | Model 55                 | 6        |               | 300              | Tourenwagen 5-sitzig                                    |

## Produktionszahlen
| Jahr  | Produktionszahl |
| ----- | --------------- |
| 1903  | 223             |
| 1904  | 473             |
| 1905  | 617             |
| 1906  | 0               |
| 1907  | 317             |
| 1908  | 397             |
| 1909  | 427             |
| 1910  | 528             |
| 1911  | 623             |
| 1912  | 615             |
| 1913  | 0               |
| 1914  | 227             |
| 1915  | 0               |
| 1916  | 0               |
| 1917  | 0               |
| 1918  | 0               |
| 1919  | 97              |
| 1920  | 23              |
| Summe | 4567            |